# Токай (Угорщина)
То́кай (угор. Tokaj) — місто в Угорщині. Розташоване в медьє Боршод-Абауй-Земплен (Північна Угорщина) на березі р. Тиса. Відстань до Мішкольца, адміністративного центру медьє, становить 54 км.
Місто Токай — центр виноробного регіону, в якому виробляється однойменне вино. Регіон включений до списку Світової спадщини ЮНЕСКО.

## Український слід
Токай — давньоруське містечко біля місця впадіння Бодрога до Тиси, яке колись називалося Стоки (річки стікалися докупи).

Незважаючи на сильний тиск, українці не стали моментально мадярами, до 1845 року у Токаї діяла руська школа, притому, що такої школи не було навіть у Ужгороді та Хусті. По сьогодні тут збереглася руська православна церква, служба в якій триває з XVI століття. З 1750 року богослужіння відбуваються в новому приміщенні, яке існує й досі. Тут зберігаються такі раритети, як «Євангеліє» 1744 року та «Апостол» 1766 року видання. В місті діє досі також греко-католицька церква.

## Російський слід
16 (28 за новим стилем) червня 1849 року 4-й корпус російських каральних військ, увійшовши в місто, розграбував і сплюндрував його. Опис погрому, записаний очевидцем:
```
«Здѣсь я убѣдился, что выражение „разграбить въ пухъ и прахъ“ не есть красное слово, а вѣрное и буквально-точное выраженіе дѣйствительности. Во всѣхъ разграбленныхъ домахъ на полу лежалъ слой пуху и праху около аршина толщиною, — пуху изъ распоротыхъ перинъ и подушекъ, а праху отъ разбитыхъ посуды, зеркаль, люстръ, мебели, оконъ, изломанныхъ печей и проч. и проч.; ни одна вещь не осталась цѣлою; все было разбито въ дребезги, изломано въ мелкіе куски; не щадили вещей, имѣвшихъ цѣнность; ничего не брали, а все разрушали; въ этомъ видно болѣе негодованія и мщенія, чѣмъ корысти.»
[
3
]
.
```

## Токай іГригорій Сковорода

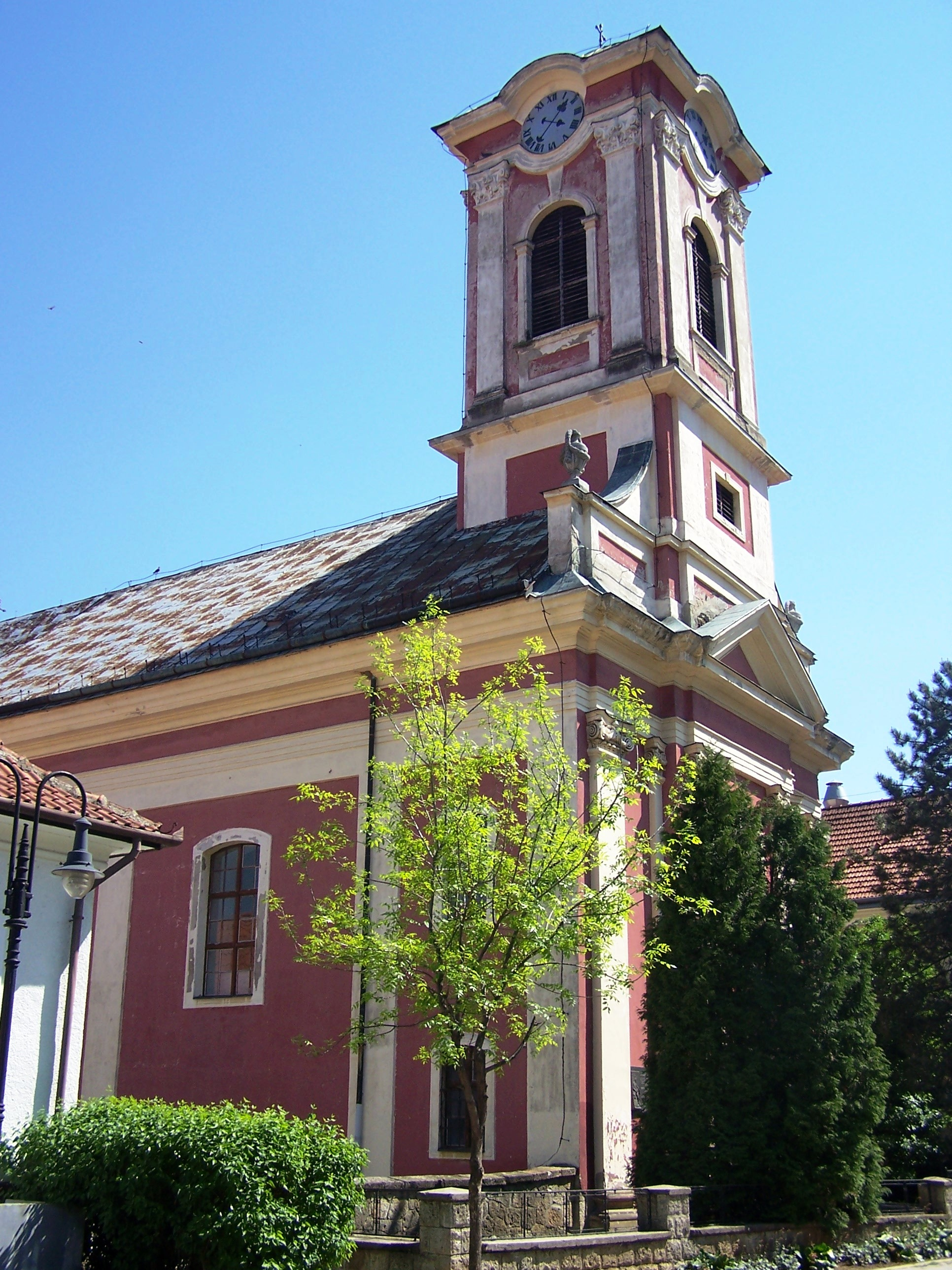
Православна церква в Токаї

При вході до православної церкви встановлена меморіальна дошка. Текст: «У моїй любій Гунгарії. На цьому місці стояла православна дерев'яна церква, в якій у 1745—1753 роках був півчим і звідси вирушав у мандрівки по Угорщині та інших країнах Європи великий український просвітитель-гуманіст філософ і поет Григорій Сковорода». Дошка була встановлена 1998 року товариством української культури в Угорщині.

## Міста-побратими
- Ізраїль, Біньяміна-Ґіват-Ада
- Італія, Кормонс
- Румунія, Деж
- Німеччина, Естріх-Вінкєль
- Австрія, Руст

## Зображення

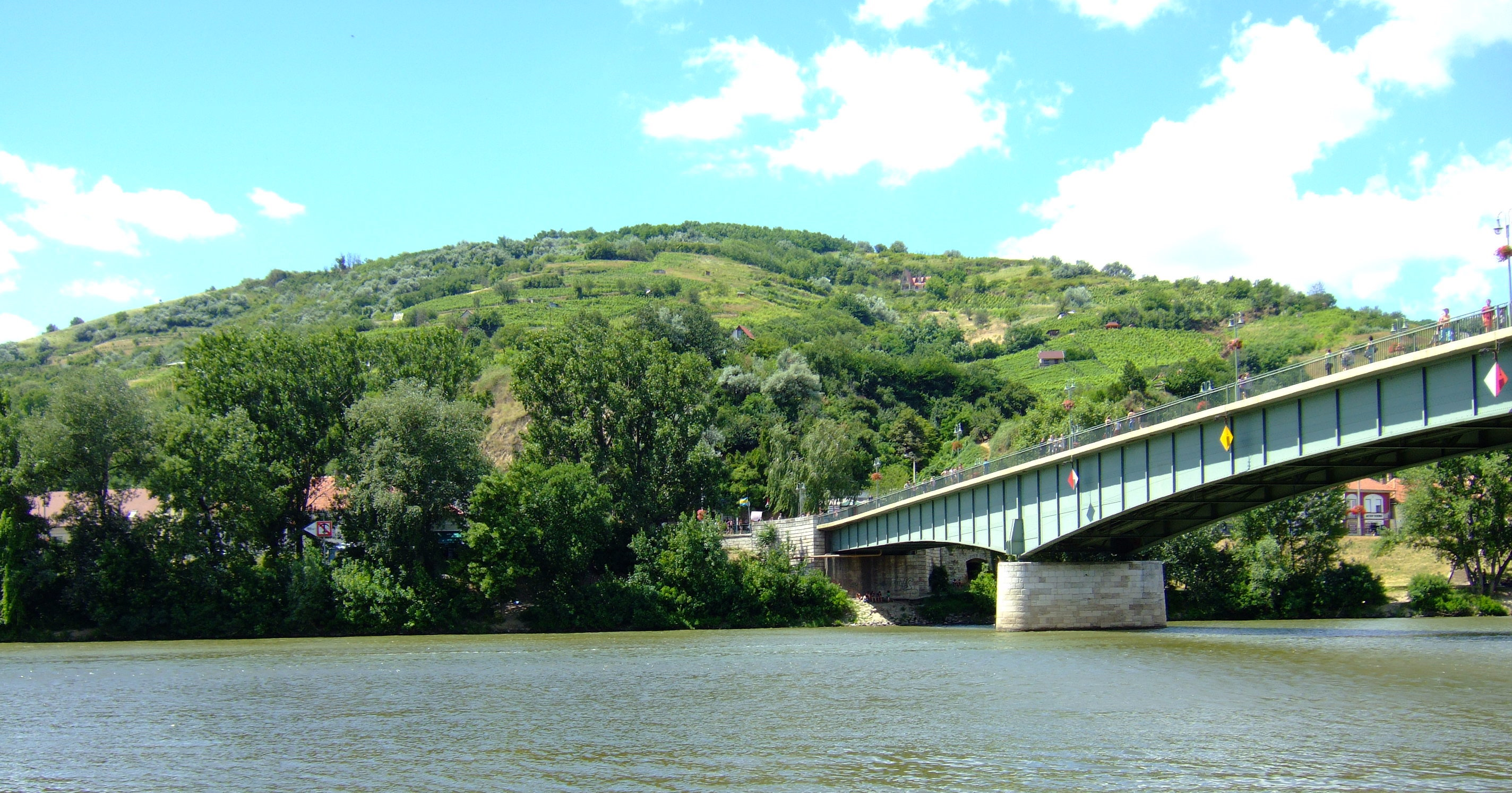
Річка Тиса, м. Токай
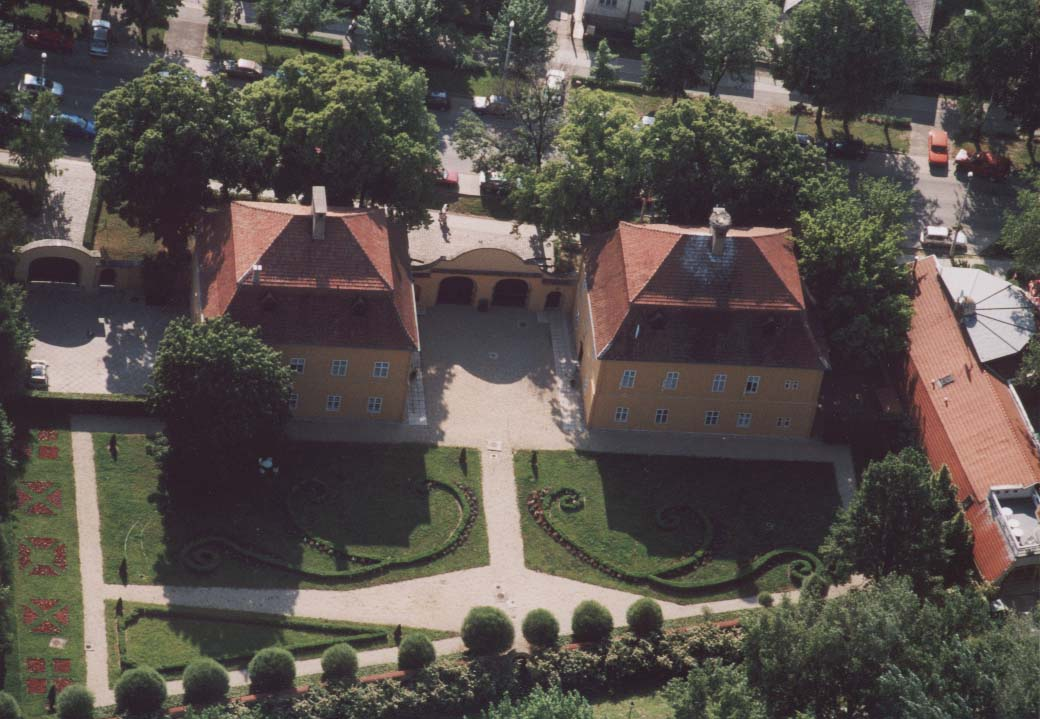
Токайський палац
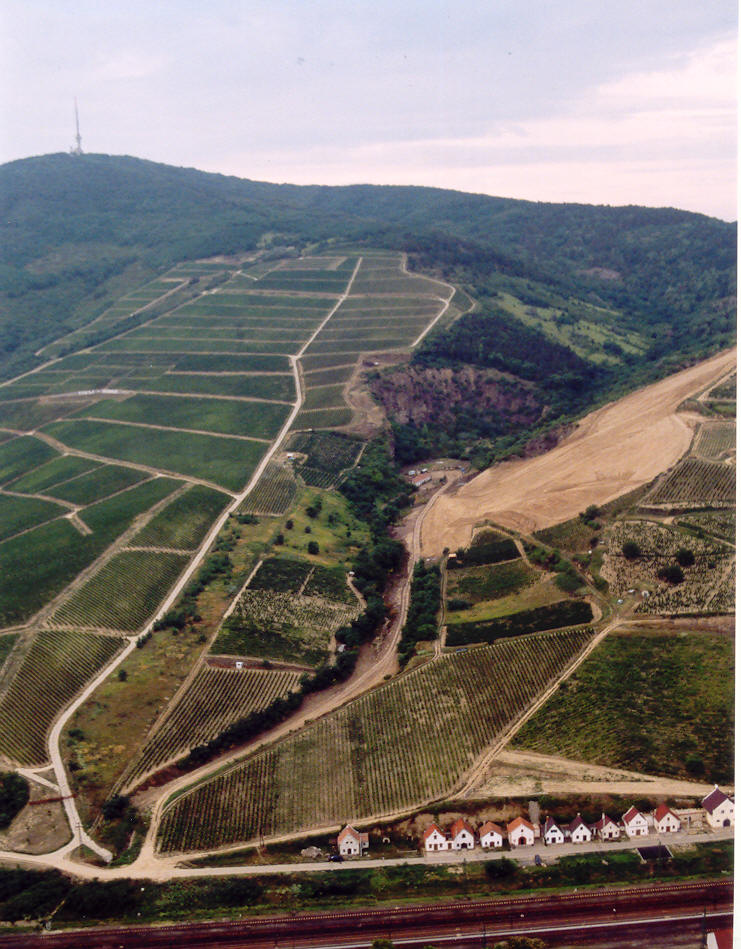
Токай-Хедьялья